# Quebrada Camár
La quebrada de Camár es un curso natural de agua que nace en el cerro Tumisa y fluye hacia el poniente hasta sumirse en la cuenca del Salar de Atacama.

## Trayecto
La quebrada de Camár es una de los afluentes que fluyen al salar de Atacama desde el oriente.: 174–176 

## Caudal y régimen
Un informe de la DGA le asigna un caudal de 3 l/s (tres litros por segundo).: 73 

## Historia
Luis Risopatrón lo describe en su Diccionario Jeográfico de Chile (1924):: 124 
Camár (Quebrada de). Es alimentada por las nieves del cerro Tumisa i corre hácia el W, entre conglomerados traquíticos que alternan con areniscas del mismo material; tiene un arroyo de regular cantidad de agua cargada de alúmina, que riega los sembríos del lugarejo del mismo nombre i con sus derramen e infiltraciones forma las vegas i aguadas de Carvajal, en la márjen E del salar de Atacama.
Carvajal (Vegas de) 23° 21' 68° 05'. Son pantanosas i de malas aguas i han sido formadas en la márjen E del salar de Atacama, por los derrames e infiltraciones de la quebrada de Cámar; en sus cercanías se encuentra leña i reducida cantidad de borato de cal, de baja lei. 1, X, p. 205 i 287; 91, 40, p. 136; 98, III, p. 154; i 156; agua en 1, X, carta de Bertrand (1884); i 150, p. 51; i aguada en 155, p. 129; caserío Carbajal en 101, p. 77; punto Caravajal en 98, carta de San Román (1892); 99, p. 28; 134; i 150, mapa de Philippi (1860); i vegas de Carabajal en 99, p. 105.

## Población, economía y ecología
A mediados de 2024 se inauguró una planta de tratamiento de aguas servidas. En el lugar ya fueron instaladas una planta de agua potable, paneles fotoeléctricos y un taller para cerrajería, todo ello con el apoyo de SQM-Litio.